# Antonio Veiga Suárez
Antonio Veiga Suárez (Pumarabule, concejo de Siero, Astúries, 1952) és un empresari i dirigent esportiu asturià. És el president del Real Sporting de Gijón.

## Biografia
Va ser un dels principals accionistes del Real Sporting de Gijón quan va esdevenir societat anònima esportiva el 1992, tot i que no va ser nomenat conseller de l'entitat fins a l'etapa d'Ángel García Flórez com a president, la temporada 1997/98. No obstant això, va dimitir poc després juntament amb Juan Fernández-Nespral.
Va tornar al consell d'administració al juliol de 1999, aquesta vegada amb Juan Manuel Pérez Arango en la presidència, i va passar a ser vicepresident quan Manuel Vega-Arango va substituir Pérez Arango l'any 2002. El 21 de juny de 2013 va assumir la presidència en funcions de l'Sporting després de dimitir Manuel Vega-Arango i va ser ratificat en el càrrec en la Junta General d'Accionistes celebrada el 10 de desembre de 2013.